# Roger Diet
Roger Diet (25 juillet 1905, Saint-Laurent-du-Pont - 19 novembre 1974, Barcelonnette), est un homme politique français.

## Biographie
Issu d'un milieu populaire, Roger Diet passe pas l'école normale de Grenoble, puis enseigne en Grèce, et enfin au Caire.
En 1940, il s'engage dans les forces de la France Libre, participe aux combats en Tunisie, et jusque dans les Vosges, fin 1944. Il obtient la croix de guerre, la médaille coloniale et la légion d'honneur à titre militaire.
Rendu à la vie civile, il ne reprend pas son métier d'enseignant mais, suivant son épouse qui est pharmacienne, s'installe à Barcelonnette où il travaille comme préparateur dans l'officine tenue par sa femme.
Dès la constitution du Rassemblement du Peuple Français par Charles de Gaulle, Roger Diet adhère à ce parti et y devient très actif. En octobre 1947, il mène la liste du RPF pour les élections municipales à Barcelonnette. Grâce à une alliance au second tour avec le MRP, il est élu maire de cette ville, battant le sortant René Chabre, soutenu par la SFIO.
En 1951, il est candidat sur la liste du RPF pour les élections législatives dans les Basses-Alpes. Du fait des apparentements, celle-ci, menée par Louis Ottensooser, n'a pas d'élu.
La poussée nationale et la radicalisation des positions gaullistes contre la Quatrième République rendent l'alliance entre RPF et MRP dans la municipalité dirigée par Diet de moins en moins tenable. Les conseillers RPF démissionnent en bloc et une élection partielle est organisée en octobre 1952. Celle-ci tourne en faveur d'une opposition coalisant MRP, radicaux et divers candidats du centre gauche. Roger Diet perd son mandat de maire.
Il continue cependant de militer au RPF, jusqu'à sa dissolution par de Gaulle.
En 1958, il est investi comme candidat aux législatives par l'UNR, avec le soutien du MRP, de l'UDCA, et de diverses petites organisations, dans la circonscription de Digne. Il y est opposé à l'ancien député radical Marcel Massot, qu'il parvient à battre au second tour, en grande partie du fait du maintien du candidat communiste.
Député assez peu actif, ne prenant jamais la parole ni ne déposant de texte, Roger Diet suit dans ses votes les consignes de l'UNR. De ce point de vue, il illustre assez bien la caricature du député « godillot ».
En 1962, la concurrence change de camp : alors que Diet voit un candidat républicain indépendant se présenter au premier tour, Marcel Massot obtient le désistement du communiste au second. Le sortant est donc facilement battu, avec à peine 36,8 % des voix.
Après cet échec, Diet sans abandonner l'engagement gaulliste, ne tente pas de reconquérir un mandat parlementaire.